# Тюльпаноманія

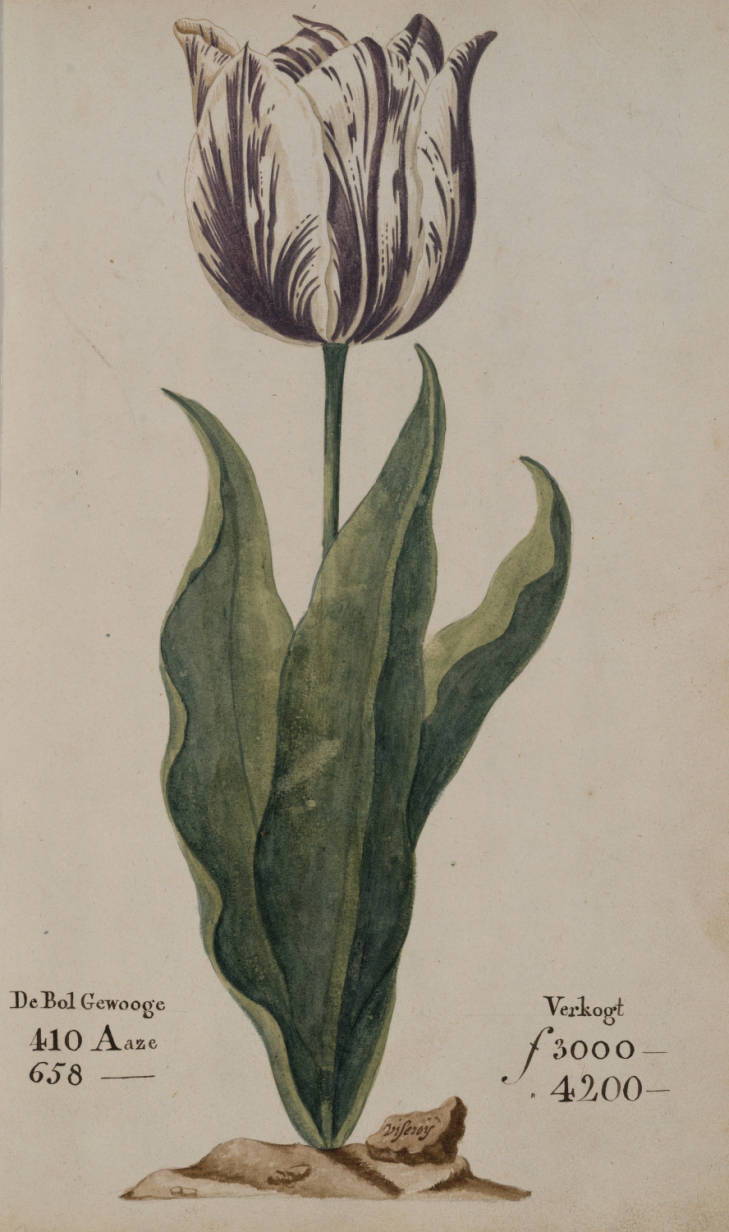
Тюльпан, відомий як «намісник», рисунок з каталогу 1637 року. Ціна за цибулину коливалась в діапазоні 3000 — 4200 гульденів в залежності від розміру. Кваліфіковані майстри в той час заробляли близько 300 флоринів на рік.

Тюльпаноманія (від нід. tulpenmanie, tulpomanie, tulpenwoede, tulpengekte, bollengekte) — період у нідерландській Золотій добі (в ті часи Нідерланди були Об'єднаними провінціями), коли контрактні ціни на цибулини тюльпана, який щойно з'явився, досягли надзвичайно високих рівнів, а потім раптово обвалились. На піку тюльпаноманії в лютому 1637 року, контракти купівлі-продажу тюльпанів були більш ніж у 10 разів більшими за річний дохід кваліфікованого майстра. Зазвичай вважається першою зафіксованою спекулятивною (чи економічною) бульбашкою. Термін «тюльпаноманія» зараз часто використовують як метафору для позначення будь-якої великої економічної бульбашки (коли ціни на активи відхиляються від справжньої вартості).
Інформація про подію поширилась завдяки книзі 1841 року Надзвичайно популярні марення і божевілля натовпу (англ. Extraordinary Popular Delusions and the Madness of Crowds) британського журналіста Чарльза Маккея. Згідно з Маккеєм, були випадки, коли 12 акрів (5 гектарів) землі пропонували в обмін за цибулину Semper Augustus Маккей стверджує, що багато таких інвесторів збанкрутували в результаті падіння цін, а нідерландська торгівля зазнала сильного удару. Хоча книга Маккея є класикою, нині її твердження піддають сумніву. Багато сучасних вчених вважають, що манія не була настільки сильною, як описав Маккей, а деякі заявляють, що зміни цін, можливо, не надули бульбашку.
Дослідження тюльпаноманії ускладнене через обмежену кількість даних про події 1630-х років, значна частина інформації походить з упереджених і анти-спекулятивних джерел. Хоча і не є загальноприйнятими, деякі сучасні економісти запропонували раціональні пояснення злету та падіння цін замість спекулятивної бульбашки. Наприклад, інші квіти, такі, як гіацинти, також продавались за високими цінами після появи, але потім стрімко подешевшали. Високі ціни також можуть бути пояснені очікуваннями на парламентський указ, що контракти можуть бути анульовані за невелику вартість — тим самим знижуючи ризик для покупця.

## Історія

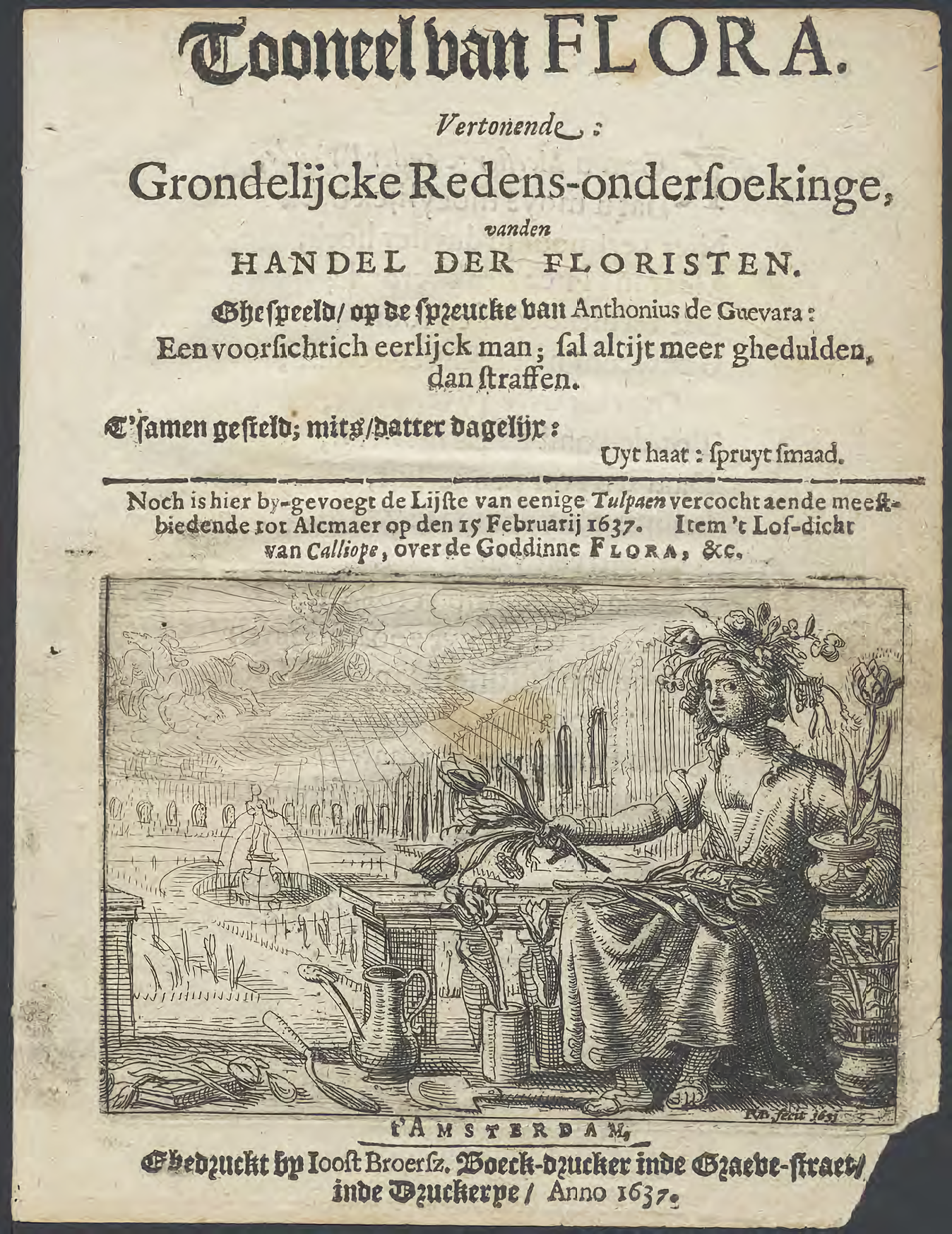
Памфлет на тюльпаноманію, 1637 р.

Тюльпан потрапив до Європи в середині XVI століття з Османської імперії і став дуже популярним в Сполучених провінціях (нині Нідерланди). Вважається, що культивація тюльпанів в Сполучених провінціях розпочалась близько 1593 року після того, як фламандський ботанік Карл Клузіус отримав посаду в Лейденському університеті та заснував Hortus academicus. Там він висадив свою колекцію цибулин тюльпана — надісланих йому з Османської імперії через імператорського (Фердинанда I, імператора Священної Римської імперії) посла до султана, фламандським бароном, науковцем і дипломатом Ож'є Гісленом де Бусбеком. Цибулини з цієї колекції були здатні переносити суворіші (в порівнянні з Туреччиною) кліматичні умови Нижніх країн. Невдовзі після цього вирощування тюльпанів набуло популярності.
Квітка швидко стала бажаним предметом розкоші і символом статусу, а згодом з'явилось і розмаїття її видів. Вони були класифіковані за групами; одноколірні червоні, жовті, білі тюльпани були відомі як Couleren , але найпопулярнішими були багатобарвні Розени (червоний або рожевий колір на білому тлі), Віолети (пурпурова або бузок на білому тлі), і, меншою мірою, Bizarden (червоного, коричневого або фіолетового на жовтому тлі). Як стало відомо, такі бажані тюльпани з яскравими квітками, лінійчастими та полум'яними визерунками на пелюстках з'явились унаслідок зараження рослини вірусом мозаїчного типу.
Виробники давали шляхетні та піднесені назви новим сортам квітів. Багато ранніх сортів мали префікс Admirael («Адмірал»), часто в поєднанні з іменем виробника, Admirael van der Eijck був, мабуть, найшанованішим серед близько 50 сортів з подібною назвою. Generael («Генерал») — інший префікс, присутній в назвах близько 30 сортів. Пізніше з'явились сорти з ще більш пафосними назвами, утворених від Олександра Великого або Сципіона, чи навіть «Адмірал адміралів» та «Генерал генералів». Однак, назви давались випадково, а якість сортів сильно відрізнялась. Більшість з цих сортів вже вимерла, хоча аналогічні «Broken» тюльпани зустрічаються і в торгівлі.
Тюльпани ростуть з цибулин, а також можуть розмножуватись через насіння і бруньки. Насіння тюльпану через 7-12 років перетворюється на цибулину, з якої виростають квіти. Коли з цибулини виростає квітка, вона зникає, а на її місці виростає інша цибулина разом з декількома бруньками.[джерело?] За належного догляду, ці бруньки виростуть у цибулини. Мозаїчний вірус поширюється тільки через бруньки, і не поширюється через насіння, тому на вирощування найпривабливіших сортів потрібні роки. Вірус істотно уповільнює розмноження. Тюльпани цвітуть протягом тижня в квітні і травні, незабаром з'являються вторинні бруньки. Цибулини можуть бути викорчувані і перенесені з червня по вересень, тому, торгівля (на спотовому ринку) відбувалась протягом цих місяців.
Протягом решти року, торговці підписували контракти у нотаріуса щодо придбання тюльпанів у кінці сезону (фактично ф'ючерсний контракт). Таким чином, голландці, яким належить багато винаходів сучасних фінансових інструментів, створили ринок тюльпанових цибулин. Короткі продажі були заборонені указом 1610 року, який був підтверджений або посилений в 1621 і 1630 роках, і знову в 1636 році. Спотові продавці не переслідувались цими указами, але їхні контракти були визнані недійсними.

Стандартизований індекс цін на контракти цибулин тюльпанів, створені графом Томпсоном. Томпсон не мав даних про ціни між 9 лютого і 1 травня, таким чином, форма скорочення невідома. Хоча ціни невідомі, відомо, що ринок тюльпанів раптово обвалився в лютому.

Разом зі зростанням популярності квітів, професійні садівники платили все вищі ціни за вражені вірусом цибулини. В 1634 році, частково внаслідок появи попиту з боку французів, на ринок почали виходити спекулянти. В 1636 році, голландці створили схожий на формальний ринок ф'ючерсів, на якому торгували контрактами з придбання цибулин в кінці сезону. Трейдери зустрілися в «коледжах» в тавернах, покупці були зобов'язані сплачувати 2,5 % «на вино», щонайбільше до трьох флоринів, за одну операцію. Жодна зі сторін не платила початкової різниці ні марки на ринок різниці, і всі контракти були з окремими контрагентами, а не з біржею. Не всі поставки були зроблені для виконання цих контрактів через обвал ринку в лютому 1637. Торгівля була зосереджена в Гарлемі в розпал епідемії бубонної чуми, яка могла вплинути на культуру фаталістичних ризиків.
Контрактна ціна рідкісних цибулин продовжує зростати впродовж 1636 року. Того листопада контрактні ціни звичайних цибулин без мозаїчного вірусу також почали зростати в ціні. Нідерландці зневажливо називали торгівлю контрактами на тюльпани (нід. windhandel буквально «торгівля повітрям»), оскільки, фактично, цибулини з рук в руки не переходили. Однак в лютому 1637 року, стався обвал цін на цибулини тюльпану, а торгівля ними зупинилась.

### Наявні дані про ціни
Відсутність послідовно записаних даних про ціни в 1630-х роках ускладнює оцінку масштабів тюльпаноманії. Основна частина наявних даних походить з упереджених проти спекулянтів брошур «Gaergoedt and Warmondt» (GW), написаних після того, як лопнула бульбашка. Економіст Пітер Гарбер зібрав дані про продажі 161 цибулини 39 сортів в період між 1633 та 1637 роками, 53 з них записані GW. Дев'яносто вісім продажів були зареєстровані в останній день існування бульбашки, 5 лютого 1637, з сильно відмінними цінами. Продажі відбулися з допомогою декількох ринкових засобів: торгівля ф'ючерсами в «коледжі», спотові продажі виробниками, нотаріально завірені ф'ючерси виробників, і нерухомі продажі. Гарбер вважав, що «значною мірою, наявні дані про ціни є сумішшю яблук та апельсинів».

## У мистецтві

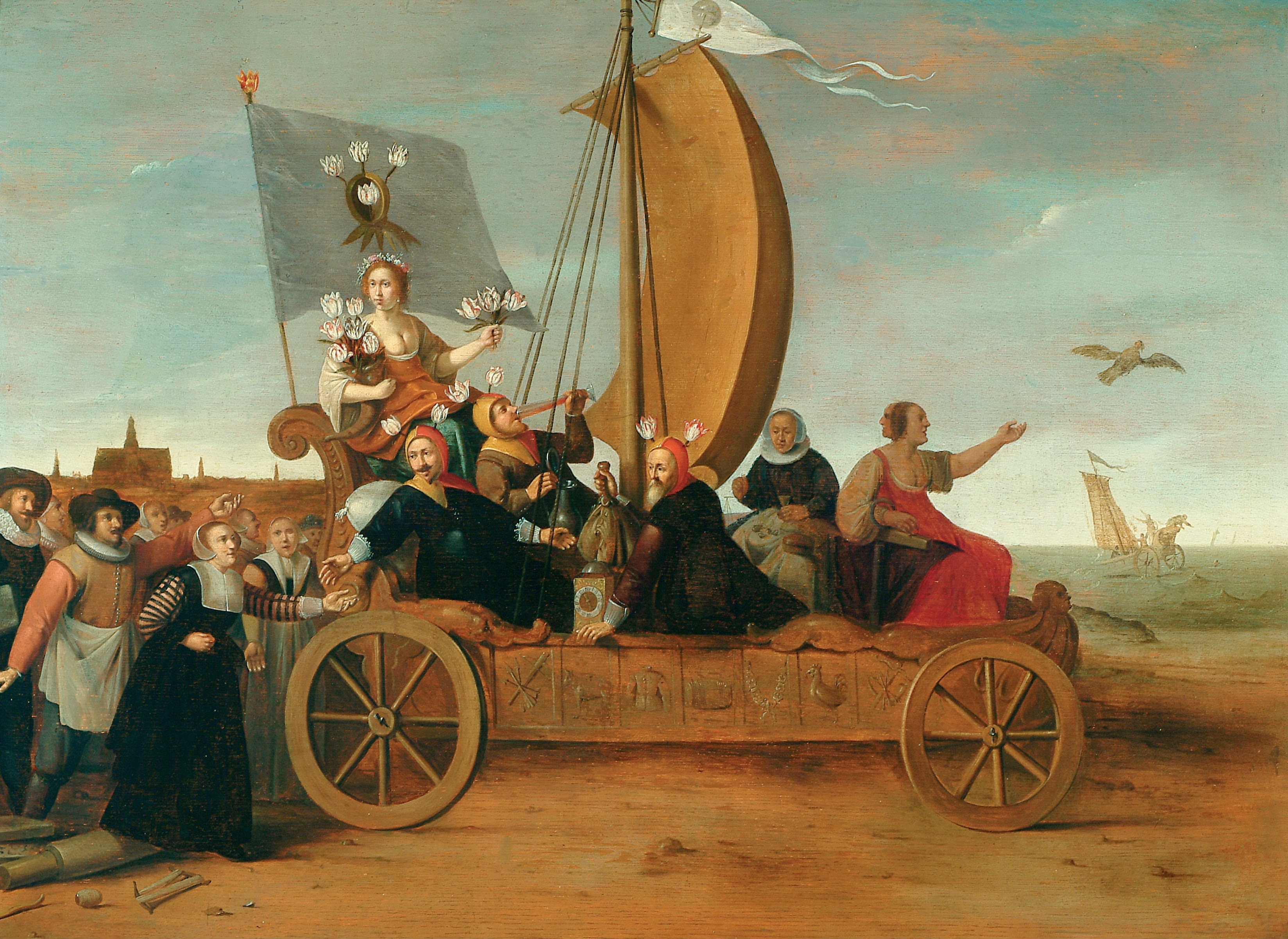
Алегорія «Тюльпаноманія» Хендріка Геррітца Пота англ. Hendrik Gerritsz Pot, близько 1640 р. Флора, богиня квітів, продувається вітром і їде з п'яницею, міняйлом, і дволикою жінкою. За ними їдуть розпусні ткачі Гарлему, на шляху до падіння в море.
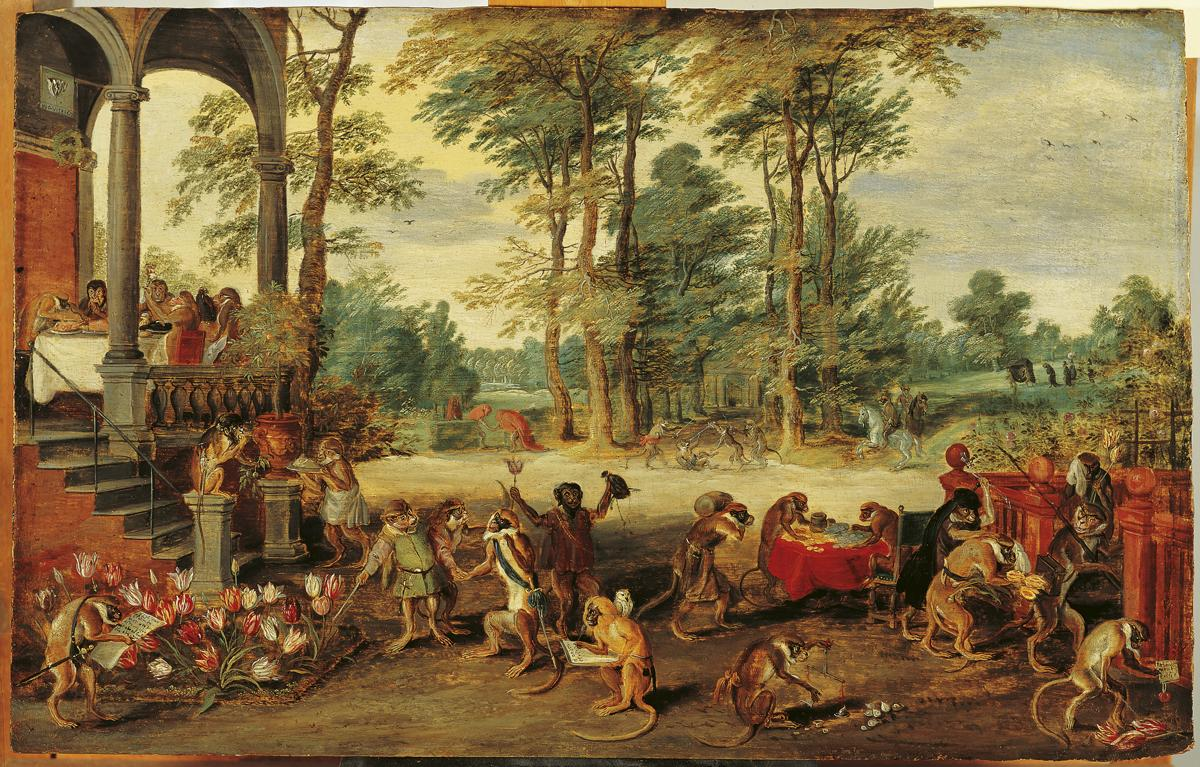
Сатира на тюльпаноманію Яна Брейгеля Молодшого, близько 1640 р. Спекулянти тюльпанами зображені як мавпи.
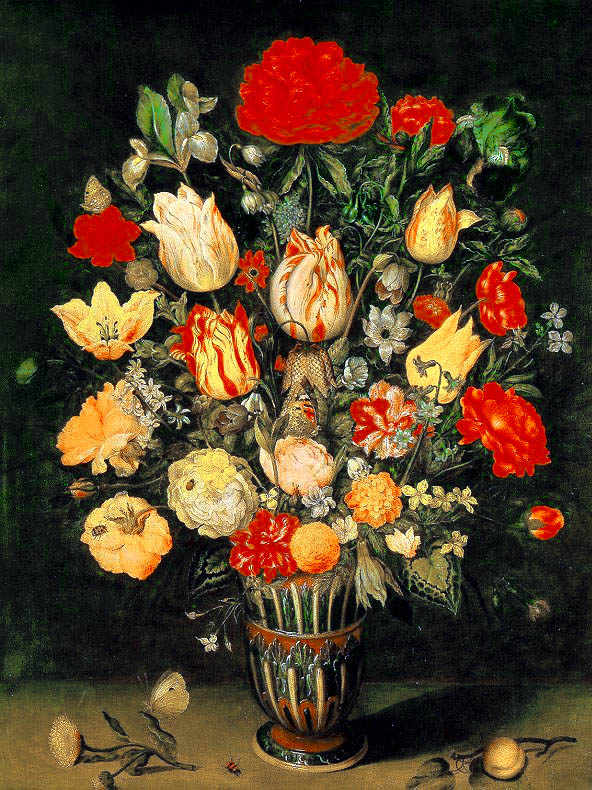
«Спокійне життя квітів» (перша половина XVII ст.), Босхарт Амвросій.
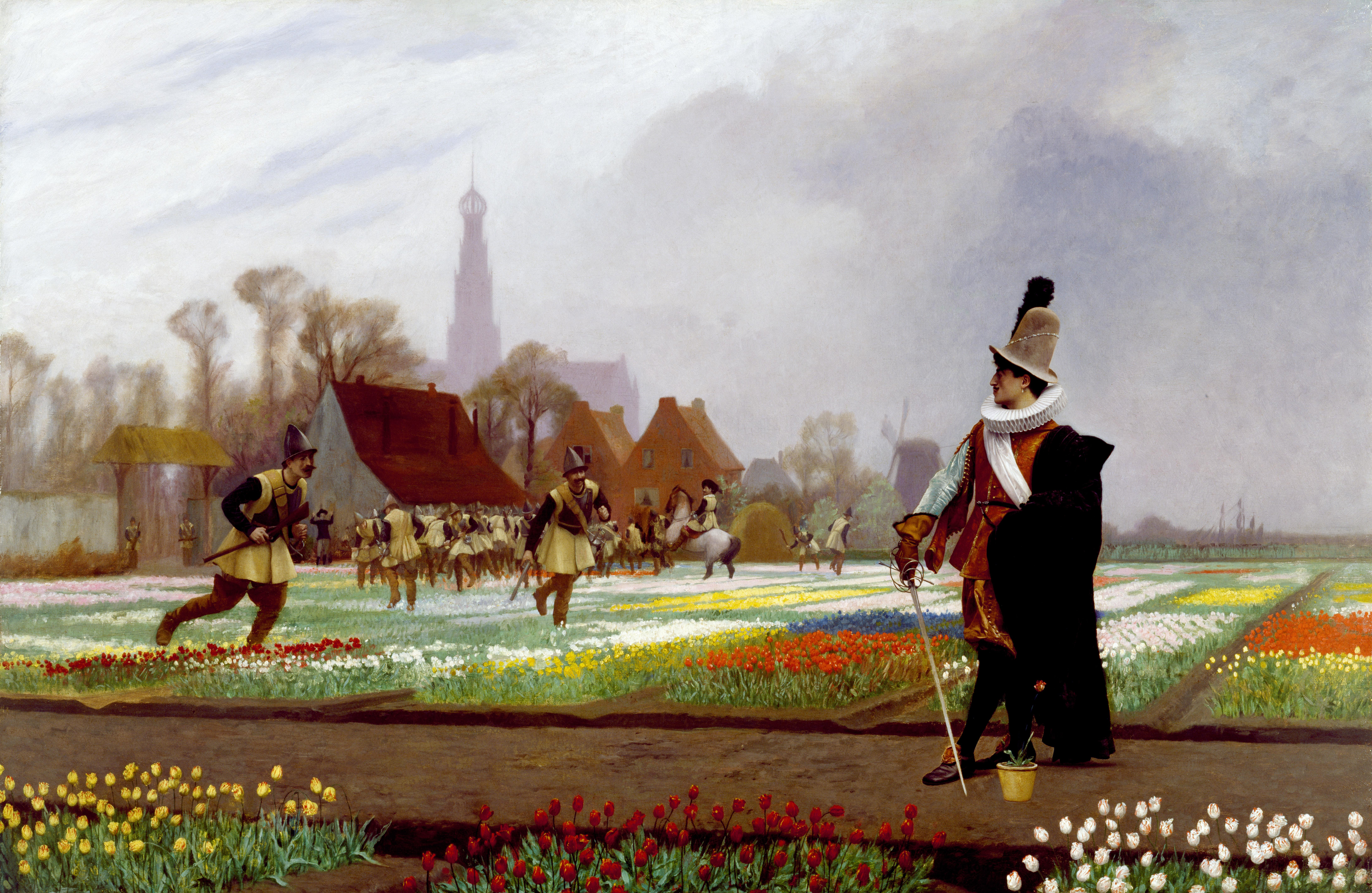
Жан-Леон Жером ілюструє (1882) інцидент під час тюльпаноманії: дворянин охороняє поле, поки солдати топчуть квітники, щоб обмежити поставки тюльпанів.
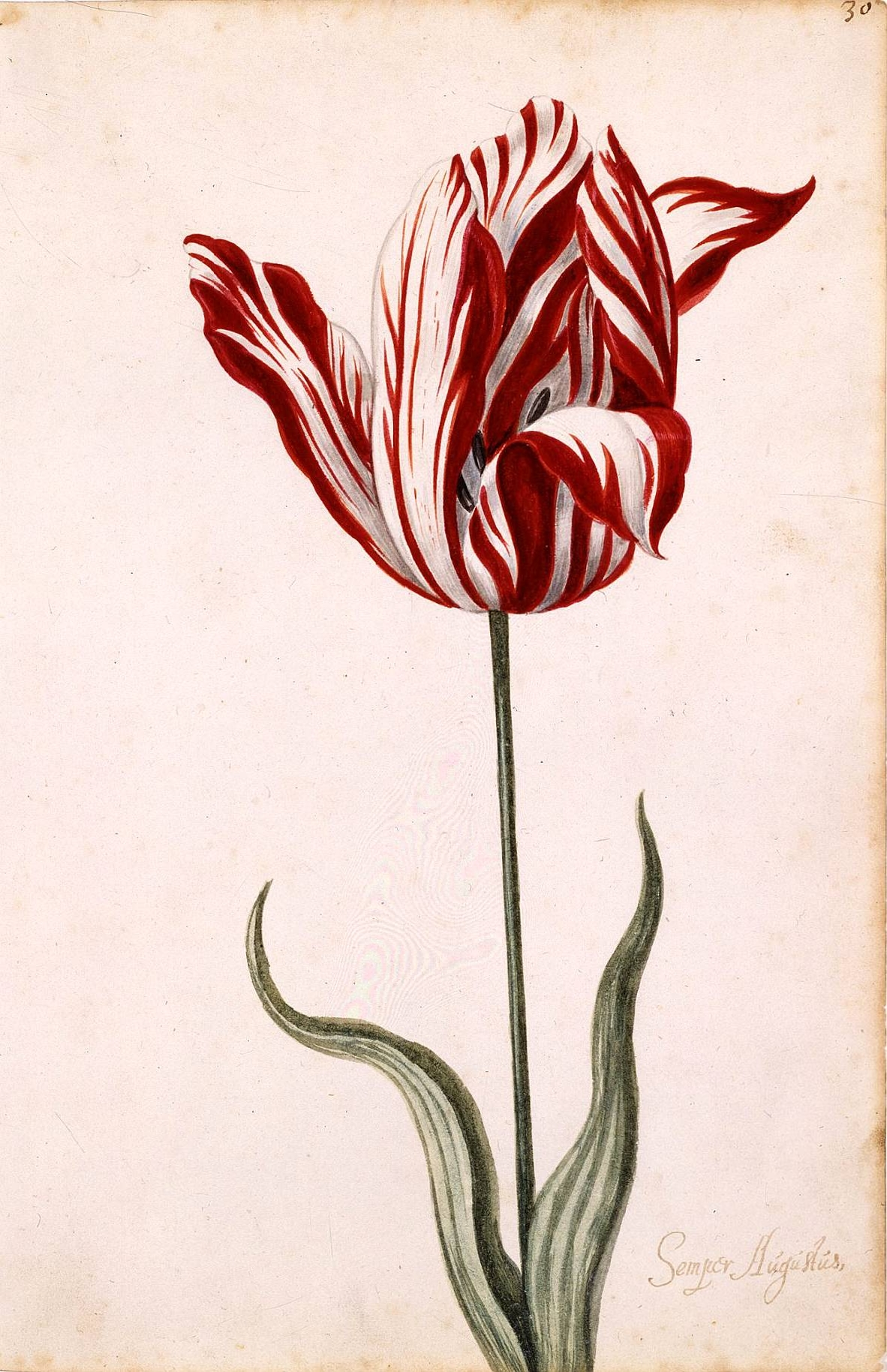
Акварель 17-го століття Semper Augustus, відомої як найдорожча квітка, продана під час тюльпаноманії.

## Сучасні погляди
Трактування тюльпаноманії Маккеєм не піддавалось критиці, і, майже не перевірялось до 1980-х. Однак, відтоді дослідники тюльпаноманії, особливо прибічниками теорії ефективних ринків, які більш скептично ставляться до спекулятивних бульбашок, вважають, що ця історія викладена не повністю та з помилками. В аналізі Тюльпаноманія (2007) Анна Голдар стверджує, що явище було обмежене «порівняно малою групою», і що більшість даних з тих часів «ґрунтуються на одному або двох фрагментах пропаганди та істотній частині плагіату». Пітер Гарбер стверджує, що бульбашка «була не більше, ніж безглуздою застольною грою взимку, замученими епідемією людьми на живому ринку тюльпанів».